# Niên biểu lịch sử Anh (1930–1949)
Bài viết này thể hiện niên biểu các sự kiện trong lịch sử nước Anh từ năm 1930 đến 1949.
Niên biểu lịch sử Anh (1900-1929) Niên biểu lịch sử Anh (1950-1969)

## 1930 - 1949
- 1930 ở Anh, 1930 ở England, 1930 ở Bắc Ireland, 1930 ở Scotland, 1930 ở Wales
- 1931 ở Anh, 1931 ở England, 1931 ở Bắc Ireland, 1931 ở Scotland, 1931 ở Wales
- 1932 ở Anh, 1932 ở England, 1932 ở Bắc Ireland, 1932 ở Scotland, 1932 ở Wales
- 1933 ở Anh, 1933 ở England, 1933 ở Bắc Ireland, 1933 ở Scotland, 1933 ở Wales
- 1934 ở Anh, 1934 ở England, 1934 ở Bắc Ireland, 1934 ở Scotland, 1934 ở Wales
- 1935 ở Anh, 1935 ở England, 1935 ở Bắc Ireland, 1935 ở Scotland, 1935 ở Wales
- 1936 ở Anh, 1936 ở England, 1936 ở Bắc Ireland, 1936 ở Scotland, 1936 ở Wales
- 1937 ở Anh, 1937 ở England, 1937 ở Bắc Ireland, 1937 ở Scotland, 1937 ở Wales
- 1938 ở Anh, 1938 ở England, 1938 ở Bắc Ireland, 1938 ở Scotland, 1938 ở Wales
- 1939 ở Anh, 1939 ở England, 1939 ở Bắc Ireland, 1939 ở Scotland, 1939 ở Wales
- 1940 ở Anh, 1940 ở England, 1940 ở Bắc Ireland, 1940 ở Scotland, 1940 ở Wales
- 1941 ở Anh, 1941 ở England, 1941 ở Bắc Ireland, 1941 ở Scotland, 1941 ở Wales
- 1942 ở Anh, 1942 ở England, 1942 ở Bắc Ireland, 1942 ở Scotland, 1942 ở Wales
- 1943 ở Anh, 1943 ở England, 1943 ở Bắc Ireland, 1943 ở Scotland, 1943 ở Wales
- 1944 ở Anh, 1944 ở England, 1944 ở Bắc Ireland, 1944 ở Scotland, 1944 ở Wales
- 1945 ở Anh, 1945 ở England, 1945 ở Bắc Ireland, 1945 ở Scotland, 1945 ở Wales
- 1946 ở Anh, 1946 ở England, 1946 ở Bắc Ireland, 1946 ở Scotland, 1946 ở Wales
- 1947 ở Anh, 1947 ở England, 1947 ở Bắc Ireland, 1947 ở Scotland, 1947 ở Wales
- 1948 ở Anh, 1948 ở England, 1948 ở Bắc Ireland, 1948 ở Scotland, 1948 ở Wales
- 1949 ở Anh, 1949 ở England, 1949 ở Bắc Ireland, 1949 ở Scotland, 1949 ở Wales